# Lista odcinków serialu Clarence
Clarence (2014-2018) – amerykański serial animowany stworzony przez Skylera Page'a i wyprodukowany przez wytwórnię Cartoon Network Studios.
Premiera serialu w Stanach Zjednoczonych miała miejsce 14 kwietnia 2014 roku na amerykańskim kanale Cartoon Network. W Polsce premiera serialu miała miejsce 24 listopada 2014 roku na antenie Cartoon Network.

## Sezony
| Serie | Serie | Odcinki | Daty premier        | Daty premier            | Daty premier           | Daty premier        |
| Serie | Serie | Odcinki | Premiera serii      | Finał serii             | Premiera serii         | Finał serii         |
| ----- | ----- | ------- | ------------------- | ----------------------- | ---------------------- | ------------------- |
|       | 1     | 51      | 14 kwietnia 2014 r. | 27 października 2015 r. | 24 listopada 2014 r.   | 7 czerwca 2016 r.   |
|       | 2     | 39      | 18 stycznia 2016 r. | 3 lutego 2017 r.        | 21 listopada 2016 r.   | 13 kwietnia 2017 r. |
|       | 3     | 40      | 10 lutego 2017 r.   | 24 czerwca 2018 r.      | 9 października 2017 r. | 28 kwietnia 2018 r. |

## Odcinki

### Seria 1 (2014-2015)
| № | #  | Tytuł                        | Tytuł w języku polskim          | Reżyseria      | Scenariusz                   | Premiera                | Premiera               | Oglądalność |
| --- | -- | ---------------------------- | ------------------------------- | -------------- | ---------------------------- | ----------------------- | ---------------------- | ----------- |
| 1 | 1  | Fun Dungeon Face Off         | Starcie w Tunelach Figielków    | Raymie Muzquiz | Skyler Page i Patrick Harpin | 14 kwietnia 2014 r.     | 8 grudnia 2014 r.      | 2.26        |
| W restauracji Kurczakowych Jeźdźców, Clarence próbuje pomóc Jeffowi pokonać jego fobię zarazków poprzez kradzież jego frytek i idąc do Tunelach Figielków, jednak próby Clarence'a sprawiają, że Jeff oszalał.                                                                |    |                              |                                 |                |                              |                         |                        |             |
| 2 | 2  | Pretty Great Day with a Girl | Całkiem udany dzień z panną     | Raymie Muzquiz | Skyler Page i Patrick Harpin | 14 kwietnia 2014 r.     | 26 listopada 2014 r.   | 2.26        |
| Clarence i jego przyjaciel Amy z bloku w dole, zostają złapani w "wojnę szyszekonów" z Belsonem, Nathanem i Dustinem podczas polowania na narrację. |    |                              |                                 |                |                              |                         |                        |             |
| 3 | 3  | Money Broom Wizard           | Czarodziej Forsozmiotki         | Raymie Muzquiz | Skyler Page i Patrick Harpin | 21 kwietnia 2014 r.     | 1 grudnia 2014 r.      | 2.37        |
| Clarence, Jeff i Sumo próbują rozkoszować się lokalnym arkadowym bagnem Pizza, na które można wydać tylko 1,00$. Clarence próbuje jak najlepiej bawić się bez gry, Jeff próbuje wygrać w grze "Money Broom", a Sumo uzależnia się w grze symulacyjnej z gigantycznym ekranem. |    |                              |                                 |                |                              |                         |                        |             |
| 4 | 4  | Lost in the Supermarket      | Zagubiony w supermarkecie       | Raymie Muzquiz | Skyler Page i Patrick Harpin | 21 kwietnia 2014 r.     | 27 listopada 2014 r.   | 2.37        |
| Clarence znajduje przygodę, kłopoty i odkrywa tajemnice w lokalnym supermarkecie, kiedy się zgubi. |    |                              |                                 |                |                              |                         |                        |             |
| 5 | 5  | Clarence's Millions          | Miliony Clarence’a              | Raymie Muzquiz | Skyler Page i Patrick Harpin | 28 kwietnia 2014 r.     | 28 listopada 2014 r.   | 2.10        |
| Gdy Clarence dochodzi do wniosku, że szkolny system ,,bratnich gwiazdek" jest niesprawiedliwy, tworzy własną walutę, czyli „dolary Clarence'a". Ten nowy system nagradzania powoduje w szkole straszliwe zamieszanie.                                                         |    |                              |                                 |                |                              |                         |                        |             |
| 6 | 6  | Clarence Gets a Girlfriend   | Randka Clarence'a               | Raymie Muzquiz | Skyler Page i Patrick Harpin | 5 maja 2014 r.          | 2 grudnia 2014 r.      | 1.92        |
| Clarence zamienia się w dżentelmena przed swoją "randką" z dziewczyną z klasy artystycznej Ashleya, co bardzo ucieszy zazdrość Jeffa i przerażenie Sumo. |    |                              |                                 |                |                              |                         |                        |             |
| 7 | 7  | Jeff's New Toy               | Nowa zabawka Jeffa              | Raymie Muzquiz | Spencer Rothbell             | 12 maja 2014 r.         | 25 listopada 2014 r.   |             |
| Jeff chce, by jego nowa zabawka "Ginsbotka Gniewny Odlot" pozostała w pudełku. Clarence koniecznie chce się bawić tą zabawką. A biedny Sumo jest zdezorientowany. |    |                              |                                 |                |                              |                         |                        |             |
| 8 | 8  | Dinner Party                 | Przyjęcie z niespodzianką       | Raymie Muzquiz | Skyler Page i Patrick Harpin | 12 czerwca 2014 r.      | 4 grudnia 2014 r.      |             |
| Kiedy Clarence uczęszcza na kolację w domu Breehna z Mary i Chadem, stara się bawić wszędzie tam, gdzie może. |    |                              |                                 |                |                              |                         |                        |             |
| 9 | 9  | Honk                         | Klakson                         | Raymie Muzquiz | Mark Banker                  | 19 czerwca 2014 r.      | 3 grudnia 2014 r.      |             |
| By stać się bardziej komunikatywnym, Clarence kupuje klakson. To naprawdę denerwujące. |    |                              |                                 |                |                              |                         |                        |             |
| 10 | 10 | Dollar Hunt                  | Dolarowe łowy                   | Raymie Muzquiz | Mark Banker                  | 26 czerwca 2014 r.      | 5 grudnia 2014 r.      |             |
| Clarence urządza zabawę w "dolarowe łowy", by poznać nowych kolegów. Ale wszystko się komplikuje, gdy Clarence przypadkowo zakopuje pieniądze, które dostał od mamy na zakup produktów do zapiekanki na spotkanie Klubu Książki.                                              |    |                              |                                 |                |                              |                         |                        |             |
| 11 | 11 | Zoo                          | Wycieczka do zoo                | Raymie Muzquiz | Spencer Rothbell             | 3 lipca 2014 r.         | 24 listopada 2014 r.   | 1.83        |
| Clarence i Belson w czasie szkolnej wycieczki do zoo zostają przymusową parą i przypadkowo spędzają w środku prawie całą noc. |    |                              |                                 |                |                              |                         |                        |             |
| 12 | 12 | Rise and Shine               | Ranny ptaszek                   | Raymie Muzquiz | Mark Banker                  | 10 lipca 2014 r.        | 9 grudnia 2014 r.      |             |
| Gdy wszyscy jeszcze smacznie śpią, Clarence przeżywa tajemnicze przygody i staje oko w oko z przedstawicielem dzikiej przyrody. |    |                              |                                 |                |                              |                         |                        |             |
| 13 | 13 | Man of the House             | Pan domu                        | Raymie Muzquiz | Mark Banker                  | 17 lipca 2014 r.        | 6 kwietnia 2015 r.     |             |
| Clarence i jego przyjaciele spędzają noc samotnie po raz pierwszy po wyjściu Maryi i Chadu, ale ich zabawa szybko wymyka się spod kontroli. |    |                              |                                 |                |                              |                         |                        |             |
| 14 | 14 | Puddle Eyes                  | Zabłocone oczy                  | Raymie Muzquiz | Spencer Rothbell             | 24 lipca 2014 r.        | 20 maja 2015 r.        | 1.95        |
| Clarence wierzy, że jest ślepy, gdy dostaje błoto w oczach, tuż przed szkolnym "20/20 testem wzroku", ale nie, jeśli Jeff może uratować dzień. |    |                              |                                 |                |                              |                         |                        |             |
| 15 | 15 | Dream Boat                   | Łódka marzeń                    | Raymie Muzquiz | Mark Banker                  | 31 lipca 2014 r.        | 21 maja 2015 r.        |             |
| Zainspirowany przez pana Reese, Sumo poświęca się budowie łodzi. |    |                              |                                 |                |                              |                         |                        |             |
| 16 | 16 | Slumber Party                | Piżamowa imprezka               | Raymie Muzquiz | Spencer Rothbell             | 7 sierpnia 2014 r.      | 24 listopada 2014 r.   | 1.65        |
| Clarence wprasza się do dziewczyn na piżamową imprezkę, a Sumo i Jeff bawią się sami, kłócąc się bez kolegi, który zawsze był ich rozjemcą. |    |                              |                                 |                |                              |                         |                        |             |
| 17 | 17 | Nature Clarence              | Z naturą na "ty"                | Raymie Muzquiz | Spencer Rothbell             | 14 sierpnia 2014 r.     | 13 maja 2015 r.        | 1.75        |
| Clarence, Jeff, Sumo i Percy iść pieszo w poszukiwaniu legendarnej gorącej wiosny z Joshem, ale zbocza z kursu, co skłania Clarence'a do podjęcia prowadzenia. |    |                              |                                 |                |                              |                         |                        |             |
| 18 | 18 | Average Jeff                 | Jeff przeciętniak               | Raymie Muzquiz | Spencer Rothbell             | 2 października 2014 r.  | 12 maja 2015 r.        | 1.82        |
| Jeff jest zszokowany, aby stwierdzić, że jest umieszczony w klasie z uczniów poniżej średniej po podjęciu testu IQ, powodując, że cierpi na kryzys tożsamości. |    |                              |                                 |                |                              |                         |                        |             |
| 19 | 19 | Lizard Day Afternoon         | Dzień jaszczura                 | Raymie Muzquiz | Mark Banker                  | 9 października 2014 r.  | 11 maja 2015 r.        | 1.80        |
| Clarence i Sumo gonią jaszczura, który przynosi im szczęście, podczas gdy Jeff za wszelką cenę próbuje zagrać na nowym zestawie do gier Belsona. |    |                              |                                 |                |                              |                         |                        |             |
| 20 | 20 | The Forgotten                | Zapomniani                      | Raymie Muzquiz | Mark Banker                  | 16 października 2014 r. | 15 maja 2015 r.        | 2.29        |
| Clarence i Sumo gonić jaszczurkę i dostać nieoczekiwane nagrody, podczas gdy Jeff próbuje uzyskać kolei grając z nowego systemu Belsona gry. |    |                              |                                 |                |                              |                         |                        |             |
| 21 | 21 | Neighborhood Grill           | Zwyczajna dziewczyna            | Raymie Muzquiz | Spencer Rothbell             | 23 października 2014 r. | 14 maja 2015 r.        | 1.47        |
| Clarence jest zszokowany, aby zobaczyć panią Baker w Chuckleton, lokalnej restauracji rodzinnej, a on nie może się oprzeć pokusie, aby przerwać jej na jej randkę. |    |                              |                                 |                |                              |                         |                        |             |
| 22 | 22 | Belson's Sleepover           | Imprezka piżamowa Belson'a      | Raymie Muzquiz | Patrick Harpin               | 30 października 2014 r. | 19 maja 2015 r.        | 1.56        |
| Belson rzuca senover i obiecuje rzadki system gier wideo osobie, która może to zrobić całą noc bez żartów. |    |                              |                                 |                |                              |                         |                        |             |
| 23 | 23 | Too Gross for Comfort        | Okropność nie do zniesienia     | Raymie Muzquiz | Mark Banker                  | 6 listopada 2014 r.     | 18 maja 2015 r.        | 1.63        |
| Kiedy Clarence zabiera Chelsea do domku na drzewie chłopców, wszyscy oni rywalizują o to, kto może opowiedzieć najgorszą historię, aby ją odepchnąć. |    |                              |                                 |                |                              |                         |                        |             |
| 24 | 24 | Pilot Expansion              | Początek a nawet więcej         | Raymie Muzquiz | Skyler Page i Mark Banker    | 13 listopada 2014 r.    | 26 maja 2015 r.        | 1.73        |
| W odległej przyszłości, Clarence, Jeff i Sumo są starzy ludzie starają się zapamiętać dzień, w którym po raz pierwszy się spotkali. |    |                              |                                 |                |                              |                         |                        |             |
| 25 | 25 | Patients                     | Niecierpliwy pacjent            | Raymie Muzquiz | Mark Banker                  | 20 listopada 2014 r.    | 25 maja 2015 r.        | 1.86        |
| Aby zwalczyć nudę w poczekalni lekarza, Clarence wymyśla grę, w której nagrodą są cukierki z recepcji. |    |                              |                                 |                |                              |                         |                        |             |
| 26 | 26 | Rough Riders Elementary      | Szkoła kurczakowych jeźdźców    | Raymie Muzquiz | Spencer Rothbell             | 1 grudnia 2014 r.       | 22 maja 2015 r.        | 1.46        |
| Clarence wściekle wstawia się do Josha, sponsora Kurczakowych Jeźdźców, ponieważ okazuje się, że sponsoring przejmuje szkołę. |    |                              |                                 |                |                              |                         |                        |             |
| 27 | 27 | Nothing Ventured             | Bez ryzyka nie ma milionika     | Raymie Muzquiz | Mark Banker                  | 2 grudnia 2014 r.       | 22 września 2015 r.    | 1.40        |
| Chad i pan Sumouski chcą zarobić pieniądze, więc Clarence i Sumo umieścić koniki polne w domach ludzi, wierząc, że ludzie zapłacą im za usługę eksterminacji szkodników, ale zdają sobie sprawę, że są karaluchami.                                                           |    |                              |                                 |                |                              |                         |                        |             |
| 28 | 28 | Bedside Manners              | Pacjent specjalnej troski       | Raymie Muzquiz | Spencer Rothbell             | 3 grudnia 2014 r.       | 21 września 2015 r.    | 1.41        |
| Clarence próbuje rozweselić Belsona w szpitalu po próbie prank go idzie źle i dostaje się umieścić w rzucie ciała. |    |                              |                                 |                |                              |                         |                        |             |
| 29 | 29 | Jeff Wins                    | Triumf Jeffa                    | Raymie Muzquiz | Spencer Rothbell             | 4 grudnia 2014 r.       | 24 września 2015 r.    | 1.55        |
| Clarence pomaga Jeffowi przygotować się do konkursu gotowania, ponieważ z powodu poprzednich niepowodzeń Jeff nie może utrzymać głowy. |    |                              |                                 |                |                              |                         |                        |             |
| 30 | 30 | Suspended                    | Zawieszeni                      | Raymie Muzquiz | Katie Crown                  | 6 kwietnia 2015 r.      | 25 września 2015 r.    | 1.49        |
| Po wyciągnięciu prank na pani Baker, Sumo i Clarence dostać zawieszony na tydzień i zacząć wykorzystywać ich nowo odkrytą wolność. |    |                              |                                 |                |                              |                         |                        |             |
| 31 | 31 | Turtle Hats                  | Żółwie czapki                   | Raymie Muzquiz | Katie Crown                  | 7 kwietnia 2015 r.      | 30 września 2015 r.    | 1.44        |
| Pani Baker przypadkowo przydziela klasę do wykonania zadania o "żółwich kapeluszy", ale wszyscy, nawet Clarence, Jeff i Sumo, mają trudności ze zrozumieniem znaczenia żółwich kapeluszy.                                                                                     |    |                              |                                 |                |                              |                         |                        |             |
| 32 | 32 | Goose Chase                  | Ścigany                         | Raymie Muzquiz | Katie Crown                  | 8 kwietnia 2015 r.      | 1 października 2015 r. | 1.53        |
| W parku, Clarence wyobraża sobie siebie jako króla ptaków, aż gęś zaczyna go denerwować. |    |                              |                                 |                |                              |                         |                        |             |
| 33 | 33 | Goldfish Follies             | Zwariowana rewia ze złotą rybką | Raymie Muzquiz | Spencer Rothbell             | 9 kwietnia 2015 r.      | 23 września 2015 r.    | 1.90        |
| Clarence zmaga się, aby jego nowe złote rybki, do wody po tym, jak przypadkowo łamie worek. |    |                              |                                 |                |                              |                         |                        |             |
| 34 | 34 | Chimney                      | Pies Widmo                      | Raymie Muzquiz | Katie Crown                  | 10 kwietnia 2015 r.     | 2 października 2015 r. | 1.37        |
| Clarence, Jeff i Sumo zaprzyjaźnić dziki pies, który nazywają komin, podczas gry w lesie, który później przychodzi na ratunek, gdy zostaną uwięzieni w studni. |    |                              |                                 |                |                              |                         |                        |             |
| 35 | 35 | Straight Illin'              | Jajeczne szaleństwo             | Raymie Muzquiz | Spencer Rothbell             | 16 kwietnia 2015 r.     | 29 września 2015 r.    | 1.40        |
| W eskalacji serii odwagi, Belson odważy Clarence'a do jedzenia 500 jaj, ale zachoruje w procesie. Kiedy inne dzieci dowiedzieć się o tym, wyruszyli, aby zapisać Clarence'a, zanim zainfekuje całe miasto.                                                                    |    |                              |                                 |                |                              |                         |                        |             |
| 36 | 36 | Dust Buddies                 | Sąsiedzkie porządki             | Raymie Muzquiz | Katie Crown                  | 23 kwietnia 2015 r.     | 28 września 2015 r.    | 1.43        |
| Jako kara, mama Belsona sprawia, że Belson sprzątanie domu, podczas gdy ich pokojówka, Lupe, idzie do czyszczenia domu Clarence'a. |    |                              |                                 |                |                              |                         |                        |             |
| 37 | 37 | Hurricane Dilliss            | Huragan Dilliss                 | Raymie Muzquiz | Spencer Rothbell             | 30 kwietnia 2015 r.     | 5 października 2015 r. | 1.10        |
| Babcia Clarence'a, Dilliss, wpada na nagłą wizytę i zaczyna mieszać się w życie rodzinne. |    |                              |                                 |                |                              |                         |                        |             |
| 38 | 38 | Hoofin' It                   | Raciczki na start               | Raymie Muzquiz | Katie Crown                  | 7 maja 2015 r.          | 7 października 2015 r. | 1.63        |
| Clarence nie jest tak podekscytowany corocznym pościgiem za świnią Aberdale, jak wszyscy inni. |    |                              |                                 |                |                              |                         |                        |             |
| 39 | 39 | Detention                    | A w nagrodę kara                | Raymie Muzquiz | Tony Infante                 | 14 maja 2015 r.         | 24 maja 2016 r.        | 1.25        |
| Kiedy zatrzymanie zaczyna stawać się miejscem, w którym pan Reese zasypia, Clarence zamienia je w klub "zbyt fajny dla szkoły". |    |                              |                                 |                |                              |                         |                        |             |
| 40 | 40 | Hairence                     | O mały włos                     | Raymie Muzquiz | Spencer Rothbell             | 21 maja 2015 r.         | 23 maja 2016 r.        | 1.46        |
| Clarence dostaje swoją pierwszą pracę w lecie: dostaje pracę w sklepie fryzjerskim swojej matki, ale kiedy przychodzi niegrzeczny klient i zaczyna rządzić personelem, Clarence daje jej niezapomnianą fryzurę.                                                               |    |                              |                                 |                |                              |                         |                        |             |
| 41 | 41 | Lil' Buddy                   | Mały koleżka                    | Raymie Muzquiz | Spencer Rothbell             | 20 lipca 2015 r.        | 6 października 2015 r. | 1.42        |
| Życie towarzyskie Clarence'a wymyka się spod kontroli, kiedy ma kłopoty z zabawą z lalką swojego "małego kumpla". |    |                              |                                 |                |                              |                         |                        |             |
| 42 | 42 | Chalmers Santiago            | Pan Sąsiad                      | Raymie Muzquiz | Spencer Rothbell             | 21 lipca 2015 r.        | 26 maja 2015 r.        | 1.56        |
| Clarence musi dostarczyć pocztę do tajemniczego sąsiada, Chalmersa Santiago. |    |                              |                                 |                |                              |                         |                        |             |
| 43 | 43 | Tuckered Boys                | Gwiezdne chłopaki               | Raymie Muzquiz | John Bailey Owen             | 22 lipca 2015 r.        | 27 maja 2016 r.        | 1.36        |
| Clarence, Jeff i Sumo chcą zostać całą noc, aby zobaczyć deszcz meteorytów, ale ich brak snu dogania ich i zaczynają mieć halucynacje. |    |                              |                                 |                |                              |                         |                        |             |
| 44 | 44 | Water Park                   | Wodny Park                      | Raymie Muzquiz | Tony Infante                 | 23 lipca 2015 r.        | 31 maja 2016 r.        | 1.59        |
| Clarence, Jeff i Sumo iść do parku wodnego. Clarence dowiaduje się prawdy o jego idol Squirty, a Jeff i Sumo czekać w kolejce na duży slajd. |    |                              |                                 |                |                              |                         |                        |             |
| 45 | 45 | Where the Wild Chads Are     | Wycieczka                       | Raymie Muzquiz | Spencer Rothbell             | 24 lipca 2015 r.        | 1 czerwca 2015 r.      | 1.19        |
| Chad bierze Clarence camping, jednak podróż idzie źle, gdy nieszczęśliwy Clarence rzuca całą zawartość w plecaku Czadu w rzece, mając nadzieję zobaczyć jego dziką stronę. |    |                              |                                 |                |                              |                         |                        |             |
| 46 | 46 | Breehn Ho!                   | Ahoj kapitanie!                 | Raymie Muzquiz | Tony Infante                 | 6 sierpnia 2015 r.      | 25 maja 2016 r.        | 1.46        |
| Jeff zaprasza Breehna, aby zagrał w grę planszową o tematyce piratów na noc. Napięcie rodzi się, gdy Jeff i Breehn zderzają się z byciem kapitanem. |    |                              |                                 |                |                              |                         |                        |             |
| 47 | 47 | The Big Petey Pizza Problem  | Gdzie ta pizza?                 | Raymie Muzquiz | John Bailey Owen             | 13 sierpnia 2015 r.     | 2 czerwca 2016 r.      | 1.38        |
| Jeff świętuje swoje 10 urodziny w lokalnej kręgielni, ale rzeczy idą nie tak, gdy uświadamia sobie, że impreza Gilben dzieje się w tym samym czasie. |    |                              |                                 |                |                              |                         |                        |             |
| 48 | 48 | The Break Up                 | Rozbita Przyjaźń                | Raymie Muzquiz | Tony Infante                 | 20 sierpnia 2015 r.     | 3 czerwca 2016 r.      | 1.57        |
| Po kłótni, Jeff i Sumo przysięga nigdy nie mówić do siebie ponownie, a Clarence próbuje dostać je z powrotem razem, nawet jeśli oznacza to prawie zabijając je. |    |                              |                                 |                |                              |                         |                        |             |
| 49 | 49 | In Dreams                    | Śnienie                         | Raymie Muzquiz | Nelson Boles                 | 27 sierpnia 2015 r.     | 6 czerwca 2016 r.      | 1.17        |
| Clarence powiedział, aby zamknąć drzwi garażu, ale zasypia i gubi się w świecie snów. |    |                              |                                 |                |                              |                         |                        |             |
| 50 | 50 | Balance                      | Balans                          | Raymie Muzquiz | Spencer Rothbell             | 3 września 2015 r.      | 7 czerwca 2016 r.      | 1.17        |
| Kiedy dziwny dzieciak o imieniu Balance pokazuje się do klasy jeden dzień i zaczyna zastraszać wszystkich, Clarence i Belson wyruszyć, aby ujawnić prawdę o nim. |    |                              |                                 |                |                              |                         |                        |             |
| 51 | 51 | Spooky Boo                   | Kto się boi?                    | Raymie Muzquiz | Tony Infante                 | 27 października 2015 r. | 30 maja 2016 r.        | 1.24        |
| Po Clarence prowadzi Chelsea i Mavis przez jego domowej roboty nawiedzony dom, Chelsea sugeruje, że idą do lokalnej szkoły średniej nawiedzony dom dla niektórych prawdziwych strachów.                                                                                       |    |                              |                                 |                |                              |                         |                        |             |

### Seria 2 (2016-2017)
| № | #     | Tytuł                                    | Tytuł w języku polskim              | Reżyseria              | Scenariusz                            | Premiera             | Premiera             | Oglądalność |
| --- | ----- | ---------------------------------------- | ----------------------------------- | ---------------------- | ------------------------------------- | -------------------- | -------------------- | ----------- |
| 52 | 1     | The Interrogation                        | Przesłuchanie                       | David Ochs i Niki Yang | Spencer Rothbell                      | 18 stycznia 2016 r.  | 21 listopada 2016 r. | 1.35        |
| Kiedy samochód pana Reese'a jest rozmazany sosem z klopsików, wybiera Clarence'a, żeby pomógł mu dowiedzieć się, kto to zrobił. |       |                                          |                                     |                        |                                       |                      |                      |             |
| 53 | 2     | Lost Playground                          | Zaginiony plac zabaw                | David Ochs i Niki Yang | Tony Infante                          | 18 stycznia 2016 r.  | 24 listopada 2016 r. | 1.25        |
| Po zabraniu szkolnego sprzętu do zabawy, ponieważ jest on uważany za zbyt niebezpieczny, dzieci próbują znaleźć stary sprzęt. |       |                                          |                                     |                        |                                       |                      |                      |             |
| 54 | 3     | Bird Boy Man                             | Człowiek ptak                       | David Ochs i Niki Yang | Tony Infante                          | 19 stycznia 2016 r.  | 21 listopada 2016 r. | 1.04        |
| Sumo znajduje ptaka, którego nazywa Pikantny sos i pielęgnuje go z powrotem do zdrowia, ale zaniedbuje wszystko inne. |       |                                          |                                     |                        |                                       |                      |                      |             |
| 55 | 4     | Freedom Cactus                           | Gazowy kaktus                       | David Ochs i Niki Yang | Spencer Rothbell i Sam Kremers-Nedell | 20 stycznia 2016 r.  | 23 listopada 2016 r. | 1.10        |
| Clarence tworzy komiks o kaktusie, który staje się hitem szkoły. |       |                                          |                                     |                        |                                       |                      |                      |             |
| 56 | 5     | Plane Excited                            | Lot samolotem                       | David Ochs i Niki Yang | Sam Kremers-Nedell                    | 21 stycznia 2016 r.  | 22 listopada 2016 r. | 1.06        |
| Clarence znajduje zabawę na pokładzie samolotu na Florydę i pomaga Chadowi ominąć jego pierwszą jazdę. |       |                                          |                                     |                        |                                       |                      |                      |             |
| 57 | 6     | Escape from Beyond the Cosmic            | Ucieczka z kosmosu                  | David Ochs i Niki Yang | Tony Infante                          | 22 stycznia 2016 r.  | 23 listopada 2016 r. | 1.29        |
| Jeff próbuje pokonać grę zręcznościową w pralni, ale kiedy Clarence łamie go, musi znaleźć alternatywę. |       |                                          |                                     |                        |                                       |                      |                      |             |
| 58 | 7     | Ren Faire                                | Średniowieczny jarmark              | David Ochs i Niki Yang | Tony Infante                          | 28 stycznia 2016 r.  | 22 listopada 2016 r. | 0.98        |
| Clarence, Sumo i Jeff iść na targi renesansowe. |       |                                          |                                     |                        |                                       |                      |                      |             |
| 59 | 8     | Time Crimes                              | Igranie z czasem                    | David Ochs i Niki Yang | Sam Kremers-Nedell                    | 4 lutego 2016 r.     | 24 listopada 2016 r. | 1.11        |
| Po otrzymaniu specjalnego zegarka z pudełka na płatki, Clarence uważa, że może kontrolować czas. |       |                                          |                                     |                        |                                       |                      |                      |             |
| 60 | 9     | Saturday School                          | Szkoła w sobotę                     | David Ochs i Niki Yang | Tony Infante                          | 11 lutego 2016 r.    | 25 listopada 2016 r. | 1.06        |
| Clarence, Jeff i Sumo muszą oczyścić szkołę w sobotę po stworzeniu niezatwierdzonego muralu. |       |                                          |                                     |                        |                                       |                      |                      |             |
| 61 | 10    | Attack the Block Party                   | Wjazd na imprezę                    | David Ochs i Niki Yang | Sam Kremers-Nedell                    | 18 lutego 2016 r.    | 25 listopada 2016 r. | 1.11        |
| Partia jest badana przez Clarence'a, Jeffa i Sumo, ponieważ wierzą, że w partii są obcy. |       |                                          |                                     |                        |                                       |                      |                      |             |
| 62 | 11    | Field Trippin'                           | Klasowa wycieczka                   | David Ochs i Niki Yang | Tony Infante                          | 25 lutego 2016 r.    | 28 listopada 2016 r. | 0.98        |
| Clarence wsiada do złego autobusu szkolnego po zrobieniu sobie przerwy w łazience na wycieczce. |       |                                          |                                     |                        |                                       |                      |                      |             |
| 63 | 12    | Ice Cream Hunt                           | Lodowe łowy                         | David Ochs i Niki Yang | Sam Kremers-Nedell                    | 3 marca 2016 r.      | 29 listopada 2016 r. | 1.18        |
| Larry pomaga Clarence zabrać trio na lody, ale idą na przejażdżkę swojego życia. |       |                                          |                                     |                        |                                       |                      |                      |             |
| 64 | 13    | Company Man                              | Biznesmen                           | David Ochs i Niki Yang | Nick Cron-DeVico                      | 10 marca 2016 r.     | 30 listopada 2016 r. | 0.91        |
| Clarence traci piłkę podczas meczu piłki nożnej. Skończy po nim w biurowcu, gdzie myli się z synem szefa. |       |                                          |                                     |                        |                                       |                      |                      |             |
| 65 | 14    | Stump Brothers                           | Bracia i pień                       | David Ochs i Niki Yang | Sam Kremers-Nedell                    | 17 marca 2016 r.     | 1 grudnia 2016 r.    | 1.31        |
| Kiedy Clarence i Sumo spowodować awarię zasilania w Sumo, są wysyłane z bratem Sumo, Tanner, aby odzyskać część generatora. |       |                                          |                                     |                        |                                       |                      |                      |             |
| 66 | 15    | The Tails of Mardrynia                   | Baśnie z Mardryni                   | David Ochs i Niki Yang | Tony Infante                          | 25 marca 2016 r.     | 5 grudnia 2016 r.    | 1.05        |
| Clarence staje się zainspirowany do zaokrąglenia lokalnych zwierząt, aby stworzyć świat zwierząt, taki jak ten, o którym czytał, aby rozweselić Percy'ego.                                                                                              |       |                                          |                                     |                        |                                       |                      |                      |             |
| 67 | 16    | Clarence Wendle and the Eye of Coogan    | Clarence Wendle i Oko Coogana       | David Ochs i Niki Yang | Tony Infante                          | 25 marca 2016 r.     | 7 grudnia 2016 r.    | 1.05        |
| Clarence i kilku innych studentów poluje na zaginiony skarb. |       |                                          |                                     |                        |                                       |                      |                      |             |
| 68 | 17    | Sneaky Peeky                             | Wczesny seans                       | David Ochs i Niki Yang | Tony Infante                          | 29 marca 2016 r.     | 2 grudnia 2016 r.    | 0.99        |
| Po przegapieniu szansy zobaczenia premiery nowego filmu o Robo-żabie, trio wymyśla plan wkradnięcia się do teatru i dostrzeżenia się przed kimkolwiek innym. Jednak gdy przypadkowo uszkodzą kołowrotek, zmuszeni są go naprawić lub wyznać!            |       |                                          |                                     |                        |                                       |                      |                      |             |
| 69 | 18    | Game Show                                | Konkurs                             | David Ochs i Niki Yang | Sam Kremers-Nedell                    | 21 kwietnia 2016 r.  | 6 grudnia 2016 r.    | 1.01        |
| Clarence i Breehn zagrać pokaz gier w centrum handlowym Aberdale. |       |                                          |                                     |                        |                                       |                      |                      |             |
| 70 | 19    | Skater Sumo                              | Sumo na deskorolce                  | David Ochs i Niki Yang | Sam Kremers-Nedell                    | 28 kwietnia 2016 r.  | 8 grudnia 2016 r.    | 1.36        |
| Sumo próbuje zbudować deskorolkę i dołączyć do zespołu łyżwiarskiego Chelsea i Rity. |       |                                          |                                     |                        |                                       |                      |                      |             |
| 71 | 20    | Mystery Girl                             | Tajemnicza dziewczyna               | David Ochs i Niki Yang | Tony Infante                          | 5 maja 2016 r.       | 9 grudnia 2016 r.    | 0.97        |
| Clarence znajduje przyjaciela przypadkowo podczas wykonywania żartobliwych telefonów. |       |                                          |                                     |                        |                                       |                      |                      |             |
| 72 | 21    | The Substitute                           | Zastępstwo                          | David Ochs i Niki Yang | Sam Kremers-Nedell                    | 12 maja 2016 r.      | 12 grudnia 2016 r.   | 1.09        |
| Nauczyciel zastępczy powoduje chaos, a Clarence musi znaleźć pani Baker, aby przywrócić porządek. |       |                                          |                                     |                        |                                       |                      |                      |             |
| 73 | 22    | Classroom                                | Klasa                               | David Ochs i Niki Yang | Tony Infante                          | 19 maja 2016 r.      | 13 grudnia 2016 r.   | 1.09        |
| Dzień w życiu w klasie pani Baker jest badany. |       |                                          |                                     |                        |                                       |                      |                      |             |
| 74 | 23    | Dullance                                 | Monotonia                           | David Ochs i Niki Yang | Tony Infante                          | 26 maja 2016 r.      | 3 kwietnia 2017 r.   | 1.07        |
| Czując się wypalony od posiadania tak wielu przygód, Clarence próbuje spędzić dzień siedząc wokół, nie robiąc nic. |       |                                          |                                     |                        |                                       |                      |                      |             |
| 75 | 24    | Jeff's Secret                            | Sekret Jeffa                        | David Ochs i Niki Yang | Sam Kremers-Nedell                    | 2 czerwca 2016 r.    | 14 grudnia 2016 r.   | 1.38        |
| Clarence dowiaduje się, że Jeff ma dodatkowy palec i Jeff błaga Clarence'a, aby zachować swoją tajemnicę, ale Clarence jest kuszony, aby powiedzieć szkole.                                                                                             |       |                                          |                                     |                        |                                       |                      |                      |             |
| 76 | 25    | Space Race                               | Kosmiczny wyścig                    | David Ochs i Niki Yang | Alan Hanson                           | 9 czerwca 2016 r.    | 15 grudnia 2016 r.   | 1.13        |
| Pani Baker przydziela naprawdę zabawny projekt klasowy. Z Clarence'em rozproszonym przez tajemniczą moc księżyca, jego klasa konkuruje o budowę najwyższej latającej rakiety.                                                                           |       |                                          |                                     |                        |                                       |                      |                      |             |
| 77 | 26    | Plant Daddies                            | Tatusiowie                          | David Ochs i Niki Yang | Tony Infante                          | 16 czerwca 2016 r.   | 16 grudnia 2016 r.   | 1.32        |
| Uczniowie szkoły podstawowej Aberdale muszą połączyć się w pary w grupy po 2 osoby, aby wyhodować małe rośliny doniczkowe. |       |                                          |                                     |                        |                                       |                      |                      |             |
| 78 | 27    | Bucky and the Howl                       | Bucky i Ryk                         | David Ochs i Niki Yang | Tony Infante                          | 23 czerwca 2016 r.   | 19 grudnia 2016 r.   | 1.29        |
| Sumo dołącza do musicalu, a Clarence promuje show, ale Sumo łapie tremę na premierze. |       |                                          |                                     |                        |                                       |                      |                      |             |
| 79 | 28    | Worm Bin                                 | Kompost                             | David Ochs i Niki Yang | Sam Kremers-Nedell                    | 1 listopada 2016 r.  | 20 grudnia 2016 r.   | 0.77        |
| Kiedy jego matka dostaje mu kosz na robaki, Jeff musi radzić sobie z ideą, że żyje z obrzydliwymi stworzeniami, podczas gdy Clarence przerywa je karmić co noc.                                                                                         |       |                                          |                                     |                        |                                       |                      |                      |             |
| 80 | 29    | Clarence and Sumo's Rexcellent Adventure | Muzealna przygoda Clarence'a i Sumo | David Ochs i Niki Yang | Ben Mekler                            | 2 listopada 2016 r.  | 4 kwietnia 2017 r.   | 0.85        |
| Sumo musi zmierzyć się z konsekwencjami, kiedy on i Clarence wziąć ząb ze szkieletu dinozaura w muzeum, pozostawiając Clarence'a urażonego. |       |                                          |                                     |                        |                                       |                      |                      |             |
| 81 | 30    | Birthday                                 | Urodziny                            | David Ochs i Niki Yang | Tony Infante                          | 3 listopada 2016 r.  | 21 grudnia 2016 r.   | 0.86        |
| Clarence rzuca przyjęcie urodzinowe, i każdy w swojej klasie pokazuje się – dużo do przerażenia Jeffa i Sumo. |       |                                          |                                     |                        |                                       |                      |                      |             |
| 82 | 31    | Tree of Life                             | Drzewo życia                        | David Ochs i Niki Yang | Joe Tracz                             | 4 listopada 2016 r.  | 5 kwietnia 2017 r.   | 0.89        |
| Clarence, Sumo i Jeff wspiąć się na drzewo, aby wyrzeźbić na nim swoje imiona. |       |                                          |                                     |                        |                                       |                      |                      |             |
| 83-84 | 32-33 | Capture the Flag                         | Zdobyć flagę                        | David Ochs i Niki Yang | Tony Infante                          | 14 listopada 2016 r. | 1 kwietnia 2017 r.   | 1.06        |
| Clarence i jego przyjaciele grają w największą grę przechwycenia flagi jeszcze i każdy chce zabrać do domu koronę i moc, aby kontrolować okolicznych pól z sokiem. Ale potem rzeczy iść nieoczekiwanie, gdy nowy zespół zbiera się i przejmuje soki.    |       |                                          |                                     |                        |                                       |                      |                      |             |
| 85 | 34    | Cloris                                   | Cloris                              | David Ochs i Niki Yang | Ben Mekler                            | 15 listopada 2016 r. | 6 kwietnia 2017 r.   | 0.92        |
| Kiedy Clarence idzie z Jeffem, aby odwiedzić babcię Jeffa, zaprzyjaźnia się ze starzejącą się kobietą o imieniu Cloris i jest zdeterminowany, aby przypomnieć jej o jej starym ja w celu przekonwertowania zrzędliwej babci do jego zabawnych sposobów. |       |                                          |                                     |                        |                                       |                      |                      |             |
| 86 | 35    | Fishing Trip                             | Wyjazd na ryby                      | David Ochs i Niki Yang | Sam Kremers-Nedell                    | 16 listopada 2016 r. | 7 kwietnia 2017 r.   | 0.84        |
| Mel dowiaduje się, że Chad nigdy nie brał udziału w połowach Clarence'a i postanawia to naprawić dzięki wycieczce integracyjnej dla wszystkich chłopców!                                                                                                |       |                                          |                                     |                        |                                       |                      |                      |             |
| 87 | 36    | Belson's Backpack                        | Plecak Belsona                      | David Ochs i Niki Yang | Tony Infante                          | 17 listopada 2016 r. | 11 kwietnia 2017 r.  | 1.08        |
| Po przypadkowej wymianie plecaka Clarence odkrywa, że Belson ukrywa stronę artystyczną i próbuje wspierać kreatywność Belsona. |       |                                          |                                     |                        |                                       |                      |                      |             |
| 88 | 37    | Motel                                    | Motel                               | David Ochs i Niki Yang | Sam Kremers-Nedell                    | 18 listopada 2016 r. | 12 kwietnia 2017 r.  | 1.00        |
| Po owad nieszczęście, dom Clarence'a musi być poddane fumigacji, zmuszając Mary, Chad i Clarence'a do motelu. |       |                                          |                                     |                        |                                       |                      |                      |             |
| 89 | 38    | Merry Moochmas                           | Wesołego pasożyta                   | David Ochs i Niki Yang | Sam Kremers-Nedell                    | 1 grudnia 2016 r.    | 10 kwietnia 2017 r.  | 1.00        |
| To Boże Narodzenie w Aberdale i Clarence jest przekonany, że jego zimowe życzenie śniegu w Arizonie się spełni! Jednak jego kolega z klasy Belson wraz ze swoim zrzędliwym kuzynem Garym "Mooch" są trochę trudniejsze do przekonania.                  |       |                                          |                                     |                        |                                       |                      |                      |             |
| 90 | 39    | Pizza Hero                               | Pizzowy bohater                     | David Ochs i Niki Yang | Nick Cron-DeVico                      | 3 lutego 2017 r.     | 13 kwietnia 2017 r.  | 0.93        |
| Jest koniec roku szkolnego i jak to już tradycyjnie bywa w Aberdale Elementary, Papa Marianio ma za zadanie przygotować swoją słynną pizzę wraz ze spektaklem piosenki i tańca.                                                                         |       |                                          |                                     |                        |                                       |                      |                      |             |

### Seria 3 (2017-2018)
| № | #  | Tytuł                                             | Tytuł w języku polskim                     | Reżyseria                                     | Scenariusz         | Premiera                | Premiera                | Oglądalność |
| --- | -- | ------------------------------------------------- | ------------------------------------------ | --------------------------------------------- | ------------------ | ----------------------- | ----------------------- | ----------- |
| 91 | 1  | Sumo Goes West                                    | Sumo ucieka na zachód                      | David Ochs, Niki Yang i Vitaliy Strokous      | Tony Infante       | 10 lutego 2017 r.       | 9 października 2017 r.  | 0.95        |
| Kiedy Clarence uczy się jego najlepszy przyjaciel Sumo może przenieść się do innej szkoły, robi wszystko, co w jego mocy, aby spróbować zatrzymać ruch. |    |                                                   |                                            |                                               |                    |                         |                         |             |
| 92 | 2  | Valentimes                                        | Walentymki                                 | David Ochs, Niki Yang i Vitaliy Strokous      | Tony Infante       | 10 lutego 2017 r.       | 16 października 2017 r. | 0.95        |
| Po dowiedzeniu się, że pani Baker nie ma walentynki, Clarence pomaga ją ustawić z panem Mozerem, nauczycielem Sumo z West Aberdale. |    |                                                   |                                            |                                               |                    |                         |                         |             |
| 93 | 3  | Clarence for President                            | Clarence na przewodniczącego               | David Ochs, Niki Yang i Vitaliy Strokous      | Sam Kremers-Nedell | 24 lutego 2017 r.       | 13 października 2017 r. | 0.85        |
| Jeff zapisuje się na stanowisko kierownika klasy Clarence'a w 27. wyborach studenckich w Aberdale. |    |                                                   |                                            |                                               |                    |                         |                         |             |
| 94 | 4  | Rock Show                                         | Koncert rockowy                            | David Ochs, Niki Yang i Vitaliy Strokous      | Tony Infante       | 24 lutego 2017 r.       | 11 października 2017 r. | 0.85        |
| Zespół Chada, Dogmon, gra koncert po raz pierwszy od lat, dając Clarence'owi i Maryi szansę na prawdziwy rock out. |    |                                                   |                                            |                                               |                    |                         |                         |             |
| 95 | 5  | The Phantom Clarence                              | —                                          | Vitaliy Strokous i Niki Yang                  | Tony Infante       | 5 czerwca 2017 r.       | 20 lutego 2018 r.       | 0.96        |
| Clarence planuje rzucić noclegi, aby zakończyć wszystkie noclegi z dekoracjami, walki na poduszki i gry, ale brakuje jednej rzeczy – gości. Clarence chce zaprosić wszystkich swoich przyjaciół, ale stwierdza, że mogą potrzebować przekonujących informacji.                                           |    |                                                   |                                            |                                               |                    |                         |                         |             |
| 96 | 6  | Jeffery Wendle                                    | Jeffery Wendle                             | Vitaliy Strokous i Niki Yang                  | Kelsy Abbott       | 5 czerwca 2017 r.       | 21 lutego 2018 r.       | 0.96        |
| Podczas burzy, Clarence wychodzi do Jeffa po napój z rodzynkami. Podczas nieobecności, Jeff musi pozostać w domu z Czadem i Maryją, a w końcu szaleje na punkcie sprzątania domu. Oni później wyruszyli, aby znaleźć Clarence'a.                                                                         |    |                                                   |                                            |                                               |                    |                         |                         |             |
| 97 | 7  | Badgers 'n' Bunkers                               | Borsuki i schrony                          | Vitaliy Strokous i Niki Yang                  | Sam Kremers-Nedell | 5 czerwca 2017 r.       | 21 lutego 2018 r.       | 0.96        |
| Podczas przerwy w dostawie prądu, Sumo i jego rodzina ukrywają się w bunkrach. On i jego ojciec walczą o to, czy Sumo's pet badger Candice powinien pozostać z nimi w bunkrach. |    |                                                   |                                            |                                               |                    |                         |                         |             |
| 98 | 8  | Dingus 'n' McNobrain                              | Urwis i McGłupoł                           | Vitaliy Strokous i Niki Yang                  | Tony Infante       | 5 czerwca 2017 r.       | 22 lutego 2018 r.       | 0.96        |
| Belson i pan Reese zespół do znalezienia Miss Baker podczas przerwy w dostawie prądu. |    |                                                   |                                            |                                               |                    |                         |                         |             |
| 99 | 9  | Bye Bye Baker                                     | Żegnaj Baker                               | Vitaliy Strokous i Niki Yang                  | Tony Infante       | 5 czerwca 2017 r.       | 22 lutego 2018 r.       | 0.96        |
| Próbując dostać się do Kalifornii na wakacje bez mówienia Clarence'a, Miss Baker zostaje uwięziony w sklepie z Clarencem, burmistrzem, Meg (nauczyciel zastępczy) i jedną z matek Jeffa. Cztery dostać podejrzane Meg i spróbować opuścić sklep.                                                         |    |                                                   |                                            |                                               |                    |                         |                         |             |
| 100 | 10 | Flood Brothers                                    | Zatopiona wspólnota                        | Vitaliy Strokous i Niki Yang                  | Kelsy Abbott       | 5 czerwca 2017 r.       | 23 lutego 2018 r.       | 0.96        |
| Jak burza się pogarsza, każdy utknie w szkolnej siłowni i ostatecznie walczyć. Po Clarence dostaje je dogadać, duża powódź występuje i wszyscy pracują razem, aby zablokować powódź z wejściem do szkoły.                                                                                                |    |                                                   |                                            |                                               |                    |                         |                         |             |
| 101 | 11 | Pool's Out for Summer                             | Lato nad basenem                           | David Ochs, Niki Yang i Vitaliy Strokous      | Tony Infante       | 6 czerwca 2017 r.       | 23 października 2017 r. | 1.01        |
| Chłopcy idą do basenu społecznego Aberdale na dzień mokrej zabawy. Jeff brodzi w płytkiej końcówce; Sumo próbuje podbić deskę do nurkowania, odkupienie się od brzucha zeszłego lata, a Clarence przemyka obok ratowników do gorącej wanny.                                                              |    |                                                   |                                            |                                               |                    |                         |                         |             |
| 102 | 12 | Big Game                                          | Wielka gra                                 | Vitaliy Strokous i Niki Yang                  | Tony Infante       | 7 czerwca 2017 r.       | 27 października 2017 r. | 0.80        |
| W grze w baseball, że tata Belsona dał im bilety do, Chad, Clarence i Belson spróbować znaleźć sposoby, aby utrzymać się zabawiać; Clarence próbuje zwrócić uwagę maskotki zespołu. |    |                                                   |                                            |                                               |                    |                         |                         |             |
| 103 | 13 | The Boxcurse Children                             | Przeklęte dzieci                           | Vitaliy Strokous i Niki Yang                  | Kelsy Abbott       | 8 czerwca 2017 r.       | 26 kwietnia 2018 r.     | 0.98        |
| Clarence, Sumo i Jeff wierzą, że zawartość zabytkowego pudełka znalezionego w rzece może być przeklęta. |    |                                                   |                                            |                                               |                    |                         |                         |             |
| 104 | 14 | Karate Mom                                        | Karate mama                                | Vitaliy Strokous i Niki Yang                  | Tony Infante       | 12 czerwca 2017 r.      | 24 października 2017 r. | 0.97        |
| Po zaskakującym Clarence z zajęć sztuk walki w Aberdojo, Mary zostaje namówiony do przyłączenia się do klasy sama. Ale jak ona staje się bardziej zainwestowany i zainteresowany w naukę, Clarence dryfuje od pomysłu.                                                                                   |    |                                                   |                                            |                                               |                    |                         |                         |             |
| 105 | 15 | Clarence Loves Shoopy                             | Clarence kocha Szupcię                     | Vitaliy Strokous i Niki Yang                  | Sam Kremers-Nedell | 13 czerwca 2017 r.      | 10 października 2017 r. | 0.85        |
| Po uświadomieniu sobie, że jest samotna, Clarence próbuje zaprzyjaźnić się z panią Szup. Wiele prób później odkrywa, że pani Szup robi fasolę i stara się, aby całe miasto spróbowało jej użyć. |    |                                                   |                                            |                                               |                    |                         |                         |             |
| 106 | 16 | Public Radio                                      | Radio                                      | Vitaliy Strokous i Niki Yang                  | Sam Kremers-Nedell | 14 czerwca 2017 r.      | 25 października 2017 r. | 0.86        |
| Po wysłuchaniu publicznej audycji radiowej podczas zajęć, Clarence inspiruje się nagraniem własnego wywiadu radiowego z udziałem swojego kumpla Jeffa. |    |                                                   |                                            |                                               |                    |                         |                         |             |
| 107 | 17 | Chad and the Marathon                             | Chad i maraton                             | Vitaliy Strokous, Julia Vickerman i Niki Yang | Stephen P. Neary   | 15 czerwca 2017 r.      | 30 października 2017 r. | 0.93        |
| Kiedy Chad uświadamia sobie swoje leniwe nawyki mogą być ocierając się o Clarence'a, postanawia wziąć udział w maratonie Aberdale. |    |                                                   |                                            |                                               |                    |                         |                         |             |
| 108 | 18 | Officer Moody                                     | Funkcjonariuszka Moody                     | David Ochs, Niki Yang i Vitaliy Strokous      | Sam Kremers-Nedell | 19 czerwca 2017 r.      | 17 października 2017 r. | 1.02        |
| Kawałki przeszłości pana Reese są ujawniane, gdy jego stary partner na policji, oficer Moody, odwiedza Aberdale elementarne. |    |                                                   |                                            |                                               |                    |                         |                         |             |
| 109 | 19 | Gilben's Different                                | Gilben jest inny                           | David Ochs, Niki Yang i Vitaliy Strokous      | Tony Infante       | 20 czerwca 2017 r.      | 18 października 2017 r. | 0.95        |
| Nowo wykiełkowany brzoskwiniowy fuzz Gilbena wywołuje dyskusję o dojrzewaniu, która ostatecznie przekonuje Clarence'a, by zachowywał się bardziej jak dorosły. |    |                                                   |                                            |                                               |                    |                         |                         |             |
| 110 | 20 | Cool Guy Clarence                                 | Wyluzowany Clarence                        | David Ochs, Niki Yang i Vitaliy Strokous      | Sam Kremers-Nedell | 21 czerwca 2017 r.      | 19 października 2017 r. | 0.83        |
| Clarence poznaje nowego przyjaciela, który wprowadza go w nowy styl życia i stronę Aberdale, o której nigdy nie wiedział. |    |                                                   |                                            |                                               |                    |                         |                         |             |
| 111 | 21 | Just Wait in the Car                              | Zaczekaj w aucie                           | David Ochs, Niki Yang i Vitaliy Strokous      | Sam Kremers-Nedell | 22 czerwca 2017 r.      | 20 października 2017 r. | 0.89        |
| Jak Mary prowadzi sprawy, Clarence czeka w samochodzie i walczy z nudą. |    |                                                   |                                            |                                               |                    |                         |                         |             |
| 112 | 22 | Missing Cat                                       | Zaginiony kot                              | David Ochs, Niki Yang i Vitaliy Strokous      | Sam Kremers-Nedell | 26 czerwca 2017 r.      | 12 października 2017 r. | 0.86        |
| Kiedy kot Chelsea znika, ona waha się poprosić o pomoc, ale Clarence jest zdeterminowany, aby znaleźć zaginionego zwierzaka. |    |                                                   |                                            |                                               |                    |                         |                         |             |
| 113 | 23 | Big Trouble in Little Aberdale                    | Wielkie kłopoty w małym Aberdale           | David Ochs, Niki Yang i Vitaliy Strokous      | Sam Kremers-Nedell | 27 czerwca 2017 r.      | 26 października 2017 r. | 0.96        |
| Po znalezieniu tajemniczego nowego dziecka w ich sąsiedztwie, Clarence, Jeff i Sumo pokazać jej wokół miasta. |    |                                                   |                                            |                                               |                    |                         |                         |             |
| 114 | 24 | Dare Day                                          | Dzień wyzwań                               | David Ochs, Julia Vickerman i Niki Yang       | Sam Kremers-Nedell | 28 czerwca 2017 r.      | 26 lutego 2018 r.       | 0.84        |
| Z Jeff na wakacjach w Hiszpanii, Sumo i Clarence wyzwanie siebie nawzajem do coraz bardziej absurdalnych i ekstremalnych odwagach. |    |                                                   |                                            |                                               |                    |                         |                         |             |
| 115 | 25 | The Trade                                         | Wymiana                                    | David Ochs, Julia Vickerman i Niki Yang       | Tony Infante       | 29 czerwca 2017 r.      | 26 kwietnia 2018 r.     | 1.04        |
| Po tym, jak przypadkowo handluje z dala od ulubionej karty baseballowej Chada, Clarence przekształca się w sprytnego sprzedawcę, aby ją odzyskać. |    |                                                   |                                            |                                               |                    |                         |                         |             |
| 116 | 26 | A Nightmare on Aberdale Street: Balance's Revenge | Koszmar z ulicy Aberdale: Zemsta Balansa   | David Ochs, Julia Vickerman i Niki Yang       | Tony Infante       | 27 października 2017 r. | 27 kwietnia 2018 r.     | 0.86        |
| Clarence używa specjalnej latarni jack-o'-lantern, aby wejść w ludzkie sny i dowiaduje się, że coś powoduje, że jego przyjaciele mają koszmary. |    |                                                   |                                            |                                               |                    |                         |                         |             |
| 117 | 27 | Chadsgiving                                       | Chadowe dziękczynienie                     | David Ochs, Julia Vickerman i Niki Yang       | Kelsy Abbott       | 17 listopada 2017 r.    | 27 kwietnia 2018 r.     | 0.69        |
| Clarence jest podekscytowany na kolację w Święto Dziękczynienia z rodzicami Chada, ale Chad obawia się, że ich dziwaczne zwyczaje sprawią, że będzie wyglądał nieodpowiedzialnie. |    |                                                   |                                            |                                               |                    |                         |                         |             |
| 118 | 28 | A Sumoful Mind                                    | Łebski Sumo                                | David Ochs, Julia Vickerman i Niki Yang       | Tony Infante       | 10 czerwca 2018 r.      | 26 kwietnia 2018 r.     | 0.39        |
| Kiedy Jeff uświadamia sobie nowe klasy Sumo's zostały pocieranie się na Sumo, próbuje dalej wspierać to nowo odkryte intelektualnej Sumo! Ale będzie Clarence'a lowbrow wybryki odwrócić Jeffa ciężką pracę?                                                                                             |    |                                                   |                                            |                                               |                    |                         |                         |             |
| 119 | 29 | Animal Day                                        | Zwierzęcy dzień                            | David Ochs, Julia Vickerman i Niki Yang       | Sam Kremers-Nedell | 10 czerwca 2018 r.      | 26 kwietnia 2018 r.     | 0.43        |
| Clarence czuje wezwanie dzikich i postanawia żyć nowym życiem, wolnym od zgiełku i zgiełku współczesnego świata. Rekrutacja kilku przyjaciół, Clarence wyrusza, aby znaleźć nowe miejsce do życia jego dzikiego życia, ale szybko uświadamia sobie, że brakuje mu podstawowych umiejętności przetrwania. |    |                                                   |                                            |                                               |                    |                         |                         |             |
| 120 | 30 | The Tunnel                                        | Tunel                                      | David Ochs, Julia Vickerman i Niki Yang       | Vitaliy Strokous   | 10 czerwca 2018 r.      | 27 kwietnia 2018 r.     | 0.34        |
| Po tym, jak Clarence przypadkowo puka nową grę wideo Belsona w dół kanalizacji burzowej, Belson wchodzi do tunelu kanalizacyjnego, aby ją odzyskać. |    |                                                   |                                            |                                               |                    |                         |                         |             |
| 121 | 31 | Talent Show                                       | Konkurs talentów                           | David Ochs, Julia Vickerman i Niki Yang       | Kelsy Abbott       | 10 czerwca 2018 r.      | 27 kwietnia 2018 r.     | 0.36        |
| Clarence rzuca duży pokaz talentów w swoim podwórku, aby pokazać wszystkie zabawne ukryte talenty swoich przyjaciół. |    |                                                   |                                            |                                               |                    |                         |                         |             |
| 122 | 32 | RC Car                                            | Auto na pilota                             | David Ochs, Julia Vickerman i Niki Yang       | Tony Infante       | 10 czerwca 2018 r.      | 28 kwietnia 2018 r.     | 0.39        |
| Clarence spędza dzień na zewnątrz z jego zabawki samochodu zdalnego sterowania, który nazywa Carla. Ostatecznie przekonany, że Carla ma własny umysł, postanawia podążać za nią w nowe przygody. |    |                                                   |                                            |                                               |                    |                         |                         |             |
| 123 | 33 | Dog King Clarence                                 | Król psów                                  | David Ochs, Julia Vickerman i Niki Yang       | Kelsy Abbott       | 17 czerwca 2018 r.      | 27 kwietnia 2018 r.     | 0.56        |
| Kiedy sąsiad Clarence'a Gale rekrutuje go do psa siedzieć dla niej, wie, że będzie to wiatr, jednak pies Gale'a okazuje się nieco trudniejsze niż się spodziewa. |    |                                                   |                                            |                                               |                    |                         |                         |             |
| 124 | 34 | Trampoline                                        | Trampolina                                 | David Ochs, Julia Vickerman i Niki Yang       | Kelsy Abbott       | 17 czerwca 2018 r.      | 27 kwietnia 2018 r.     | 0.56        |
| Mary kupuje nową trampolinę dla rodziny, ale wypadek ląduje ją na kanapie na jakiś czas. Zdeterminowana do walki z nudą utknięcia w domu, odkrywa, że jej sąsiad może ukrywać coś ekscytującego. |    |                                                   |                                            |                                               |                    |                         |                         |             |
| 125 | 35 | Clarence the Movie                                |                                            | David Ochs, Julia Vickerman i Niki Yang       | Tony Infante       | 17 czerwca 2018 r.      | czerwca 2018 r.         | 0.44        |
| Kiedy Clarence zaczyna bawić się kamerą wideo, staje się coraz bardziej wciągany w świat filmowania. |    |                                                   |                                            |                                               |                    |                         |                         |             |
| 126 | 36 | Belson Gets a Girlfriend                          | Belson ma dziewczynę                       | David Ochs, Julia Vickerman i Niki Yang       | Tony Infante       | 17 czerwca 2018 r.      | 28 kwietnia 2018 r.     | 0.44        |
| Clarence jest w niedowierzaniu, gdy dowiaduje się, że jego najlepszy przyjaciel Belson ma nową dziewczynę o imieniu Pipi. Ale kiedy obserwuje ich mniej niż romantyczne zachowanie, postanawia, że musi nauczyć ich, jak kochać, aby utrzymać ich fling afloat!                                          |    |                                                   |                                            |                                               |                    |                         |                         |             |
| 127 | 37 | Brain TV                                          | Teleweekend                                | David Ochs, Julia Vickerman i Niki Yang       | Tony Infante       | 17 czerwca 2018 r.      | 28 kwietnia 2018 r.     | 0.39        |
| Po maratonie klasycznych odcinków sitcomu Clarence utknął jako alter-ego "Clarry", obrzydliwie przesadnie przesadnie działająca wersja sitcomu. To do jego przyjaciół i rodziny, aby pomóc mu się z niego wydostać, lub zmierzyć się z życiem z nowym Clarencem.                                         |    |                                                   |                                            |                                               |                    |                         |                         |             |
| 128 | 38 | Etiquette Clarence                                | Dobre wychowanie                           | David Ochs, Julia Vickerman i Niki Yang       | Kelsy Abbott       | 24 czerwca 2018 r.      | 28 kwietnia 2018 r.     | 0.57        |
| Clarence przedstawia krótką historię w konkursie literackim. Jest zachwycony, gdy dowiaduje się, że jest akceptowany jako finalista! Kiedy Jeff dowiaduje się, że Clarence musi wziąć udział w uroczystej kolacji, koncentruje się na przekształcaniu nieporządnego Clarence'a w dżentelmena.            |    |                                                   |                                            |                                               |                    |                         |                         |             |
| 129 | 39 | Video Store                                       | Wypożyczalnia kaset: Odcinek improwizowany | David Ochs, Julia Vickerman i Niki Yang       | Spencer Rothbell   | 24 czerwca 2018 r.      | 28 kwietnia 2018 r.     | 0.50        |
| Clarence, Jeff, i Sumo odwiedzić ich lokalny sklep wideo, aby wynająć film, ale odkryć, że wszystko jest wynajęte! Każdy z nich ma inny pomysł na to, co taśma przynieść do domu, i musi zaciągnąć pomoc tie breaker, aby dowiedzieć się.                                                                |    |                                                   |                                            |                                               |                    |                         |                         |             |
| 130 | 40 | Anywhere But Sumo                                 | Zawsze tam gdzie Sumo                      | David Ochs, Julia Vickerman i Niki Yang       | Tony Infante       | 24 czerwca 2018 r.      | 28 kwietnia 2018 r.     | 0.50        |
| Kiedy Clarence uświadamia sobie, że Sumo ma nową grupę przyjaciół w swojej nowej szkole, staje się zazdrosny i zdezorientowany. Czy Clarence zaakceptuje pozbawione życia szkolnego Sumo, czy też zaplanował sposób na nawiązanie przyjaźni?                                                             |    |                                                   |                                            |                                               |                    |                         |                         |             |